# Four à réverbère

Principe du four à réverbère. Schéma effectué à partir de la planche XXIV de l'ouvrage Description de l'art de fabriquer des canons de Gaspard Monge (18 pluviôse an 2 : 6 février 1794.

Un four à réverbère est un four dont la chaleur est réfléchie (réverbérée) par sa voûte vers une zone de réaction chimique séparée physiquement de celle où se produit la réaction de combustion fournissant l'énergie au système. Dans ce type de four, le combustible (charbon, gaz, fuel, etc.) est brûlé dans une chambre différente de celle des matières à traiter. Ainsi, on limite les contacts directs et les interactions indésirables entre le combustible et les matières à transformer ou à affiner.
Ces fours au principe très ancien ont fait l'objet de perfectionnements aux XVIIIe et XIXe siècles afin d'améliorer notamment les procédés de transformation métallurgique. Une des premières applications est le puddlage de la fonte, procédé essentiel de la première révolution industrielle. Ces fours ont été, et sont utilisés, dans l'industrie métallurgique, la cuisson des céramiques et la chimie.

## Historique
L'utilisation du four à réverbère est liée au besoin de substituer au charbon de bois la houille, abondante et bien meilleur marché. Or les vapeurs sulfureuses qui incommodaient ceux qui utilisaient la houille ont été associées, à juste titre, à la fragilisation du fer par le soufre. Le métallurgiste anglais John Percy, fait remonter l'utilisation du four à réverbère dans la métallurgie à un brevet accordé par Jacques VI et Ier à Jean Rovenzon en 1613. Celui-ci recupère les droits d'un brevet de Simon Sturtevant, qui avait échoué à concrétiser l'idée :
« On assure que Rovenzon « pratiqua d'une manière satisfaisante » ce que Sturtevant avait promis et n'avait point tenu ; mais il n'y a pas de preuves à l'appui du fait. Le nouveau breveté avait composé un Traité de métallurgie (Treatise of Metallica), « différent de celui que publia Simon Sturtevant sur son brevet ». Rovenzon semble l'inventeur des « fourneaux à loupe ; des feux d'affinerie et des chaufferies de devision [sic], dans lesquels « les matériaux à fondre ou à forger peuvent être maintenus séparés du combustible » ; et il décrit nettement le fourneau à réverbère. Il termine son petit traité, en annonçant que « […] cette nouvelle invention (la sienne) […] produira les « mêmes résultats avec du charbon marin et ses nouveaux fourneaux, si l'on a une usine convenable pour y établir le fourneau ». L'invention dont il parle était probablement l'emploi du fourneau à réverbère… »
— John Percy, Traité complet de métallurgie, t. 3, p. 14-15
Le terme de fourneau de réverbère est mentionné dans les traités de chimie ou de sculpture du XVIIe siècle pour désigner un four à fondre les émaux ou à décomposer les substances en laboratoire, et dans lequel la flamme n'est pas appliquée directement au produit à chauffer mais réverbérée par une voûte.
En métallurgie, le four à réverbère tel que nous l'entendons aujourd'hui apparaît en Grande-Bretagne, et plus précisément à la limite du pays de Galles et de l'Angleterre, dans le dernier tiers du XVIIe siècle. Il est dès ce moment-là caractérisé par la séparation entre chauffe et produit à chauffer et par une haute cheminée permettant d'activer le foyer par tirage naturel. Le combustible privilégié est la houille. Il est utilisé à la fois pour la métallurgie extractive (réduction des minerais de cuivre ou de plomb, raffinage du plomb argentifère) et pour refondre la fonte de fer (notamment de vieux canons) pour produire des objets moulés.
Il est utilisé en France pour la réduction du plomb dès les années 1730, probablement avec une chauffe au bois ; les températures plus faibles que l'on obtient de cette manière expliquent sans doute que l'on ne l'ait pas alors utilisé pour la fonte.
À partir de 1750, le four à réverbère est associé aux hauts fourneaux au coke pour produire de grosses pièces en fonte (artillerie, corps de cylindres) dans des usines comme Carron (Écosse) ou Bersham (Pays de Galles). En 1775, la Marine française fait venir un maître de forges britannique, William Wilkinson, pour construire un four à réverbère pour la fabrication d'artillerie en fonte de fer : ce sera la fonderie d'Indret. Des fours du même type sont par la suite construits à Ruelle, en Angoumois, et au Creusot (Bourgogne).

## Constitution
Les fours à réverbère ont connu diverses formes. Les premiers étaient un perfectionnement des fours à cuve. Ils permettaient l'utilisation de combustibles comme le bois qui produisent des flammes. Dans les fours à réverbère primitif, les flammes occupent toute la cavité du four et les matières à chauffer sont placées au milieu. L'amélioration du four à réverbère a consisté à séparer les combustibles des matières à chauffer et en particulier à réaliser la chauffe sur un côté du four. Ainsi, les combustibles et les matières à chauffer sont séparés. En plus de l'amélioration de la chauffe, cela évite de mélanger les matières métalliques avec les combustibles et donc de polluer ou de modifier le métal ainsi obtenu. Le four à réverbère est donc constitué d'un foyer où est brûlé le combustible, et d'un laboratoire où l'on place les métaux ou les minerais.

### Constitution d'un four à réverbère duXVIIIeauXIXesiècle

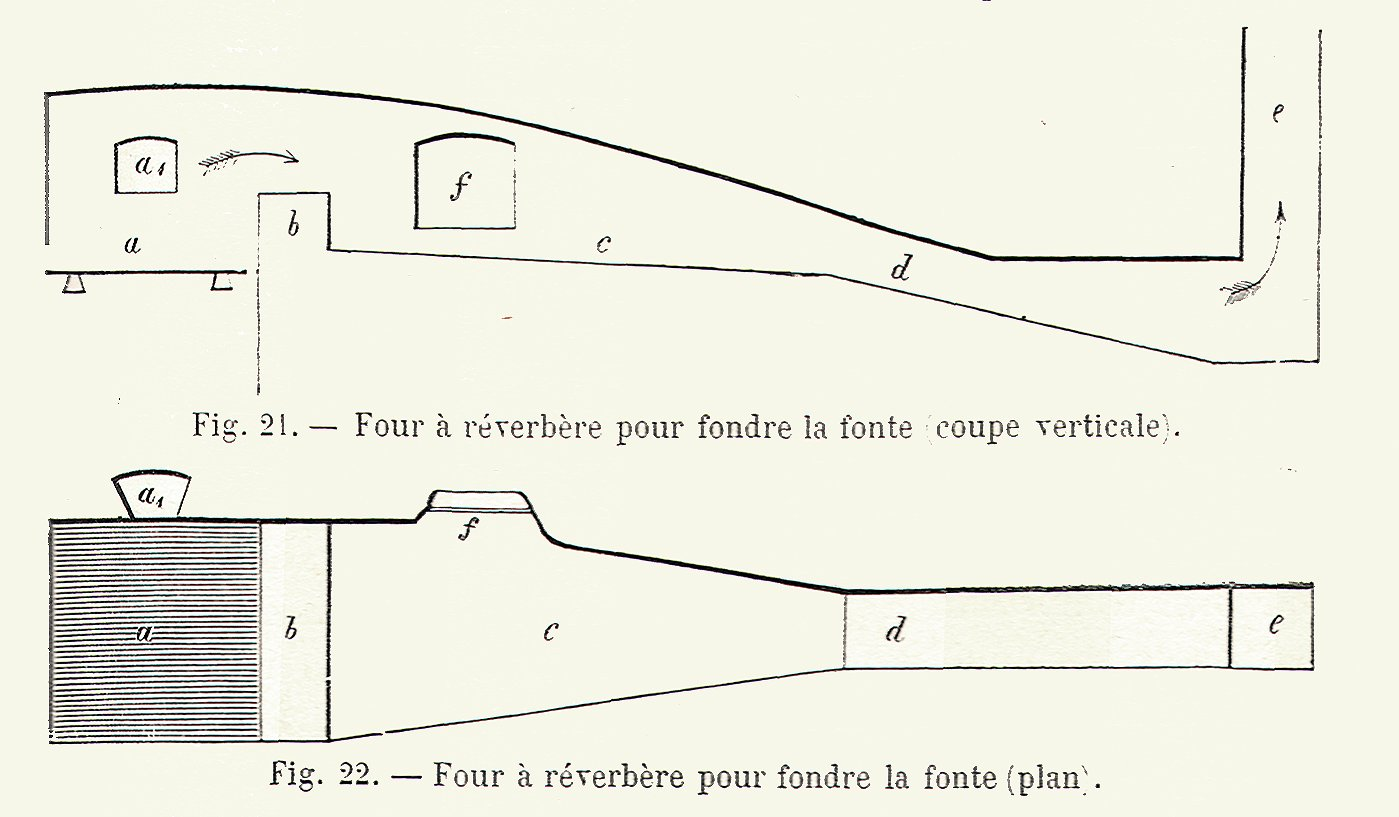
schéma du four à réverbère :
a : grille
a1 : tisard
b : autel
c : laboratoire
d : rampant
e : cheminée
f : porte permettant de charger le four en matière première à traiter
Schéma tiré de Manuel théorique et pratique de la métallurgie du fer de Adolf Ledebur 1895.

Un four à réverbère est constitué des éléments suivants :
- Le foyer :
  - la grille sur laquelle sont posés les combustibles solides. Cette grille est absente si l'on utilise des combustibles gazeux ou liquides.
  - Le cendrier en dessous de la grille pour récupérer les cendres.
  - Le tisard : ouverture munie d'une porte permettant de placer le combustible sur la grille.
- Le laboratoire :
  - L'autel parfois appelé le pont ou le grand autel (Grüner)
  - Sole
  - Porte ou ouverture : munie d'une paroi amovible, elle permet d'introduire les matières métalliques. Elle permet également d'intervenir sur ces matières (en les agitant mécaniquement dans le cas du puddlage par exemple).
- L'évacuation des gaz :
  - Le rampant : canalisation située immédiatement après le laboratoire permettant la circulation des gaz.
  - Le registre : sorte de clapet qui équipe parfois le rampant permettant ainsi de réguler le flux gazeux.
  - La cheminée : elle permet l'évacuation des gaz. Ses dimensions sont extrêmement importantes puisqu'elles conditionneront le « tirage ». La plupart des fours à réverbère n'étant généralement pas équipé d'appareil de soufflage, c'est le tirage de la cheminée qui détermine l'efficacité du four. Il peut y avoir une cheminée par four mais dans les ateliers comportant plusieurs fours, il peut y avoir une cheminée commune pour l'ensemble des fours.

La chaleur créée par la combustion passe au-dessus de l'autel, passe à travers le laboratoire en suivant la voûte et est ensuite évacuée par le rampant et la cheminée.

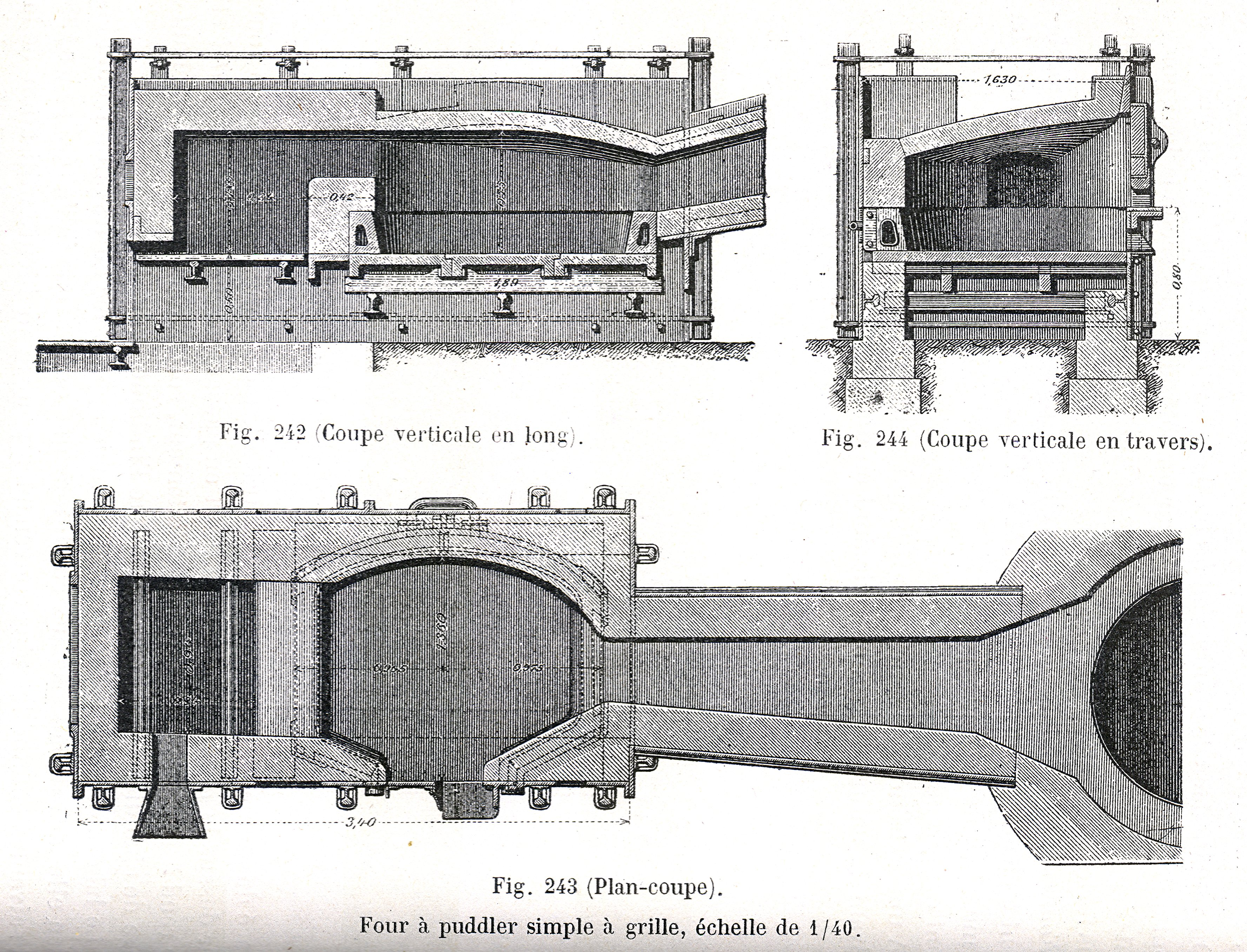
Four à réverbère utilisé pour le puddlage. Sur la coupe verticale, on distingue l'autel séparant le foyer du laboratoire avec sa sole en fonte. Sur le plan coupe, on voit le tisard et la porte permettant d'intervenir dans le four, le rampant et la cheminée à droite)
Schéma tiré de Manuel théorique et pratique de la métallurgie du fer de Adolf Ledebur 1895.

### La grille
La grille est présente uniquement dans les fours utilisant des combustibles solides : charbon, bois. Elle permet de supporter le combustible. L'écartement des barreaux et leurs formes permettent l'écoulement des cendres dans la partie inférieure appelée le cendrier, où il sera aisé de les retirer. Cet espace permet également la circulation de l'air.
Les grilles peuvent être horizontales, inclinées ou à gradins. La grille horizontale présente le grand désavantage d'un chargement manuel discontinu. Il faut que le « chauffeur » ouvre le ringard pour charger le four. Cette ouverture entraînant un refroidissement du four. Grüner mentionne une expérience de comparaison entre la conduite d'un four par différents opérateurs. Le résultat montre une différence de 25 % de consommation de combustible entre les divers opérateurs. Les grilles inclinées ou à gradins peuvent être alimentées automatiquement par un dispositif placé à l'extérieur du four permettant l'écoulement du charbon par gravité ou par l’action d’une personne.

### L'autel
L'autel est le muret qui sépare la sole (donc les matières à traiter) du combustible. Il existe parfois une certaine ambiguïté sur la définition exacte de cette partie. Gaspard Monge dans son ouvrage sur la fabrication des canons la définit comme : « ...la partie du fourneau sur laquelle on pose la masse du métal » et non pas comme la séparation. Grüner l'appelle dans son traité de métallurgie le pont ou le grand autel. L' autel (ou le petit pont) étant une petite digue qui sépare la sole du rampant. Cette séparation existe dans le cas où la sole est concave et évite ainsi que le métal liquide s'écoule dans le rampant.
L'autel est exposé à de fortes températures, il est donc fabriqué en matériaux réfractaires. Il peut être éventuellement équipé de moyens de refroidissement. Sa hauteur dépend de son utilisation. Quand on veut protéger le métal de la flamme et éviter ainsi une action chimique qui modifierait sa nature, il est construit plus haut. Mais en contrepartie, le four perd de son efficacité calorifique.

### La sole
La sole est également fabriquée en matériaux réfractaires. Sa nature, sa forme, ses dimensions dépendent étroitement de l'utilisation du four.
Pour le puddlage, à partir de 1818, la sole est faite en fonte refroidie par une circulation d'eau. Elle est recouverte de scorie basique qui améliore l'affinage de la fonte.
La sole est plate quand le four est uniquement utilisé pour le réchauffage. Elle est creuse (ou concave) quand le four est destiné à la fusion du métal. La forme peut être rectangulaire, si l’opérateur n’a pas d’action à mener pendant le chauffage ou ovale s'il doit intervenir (cas des fours de puddlage).
Dans certains cas, on utilise la chaleur résiduelle après la sole en équipant le four d'autres soles ou en faisant passer le flux dans des chaudières à vapeur.

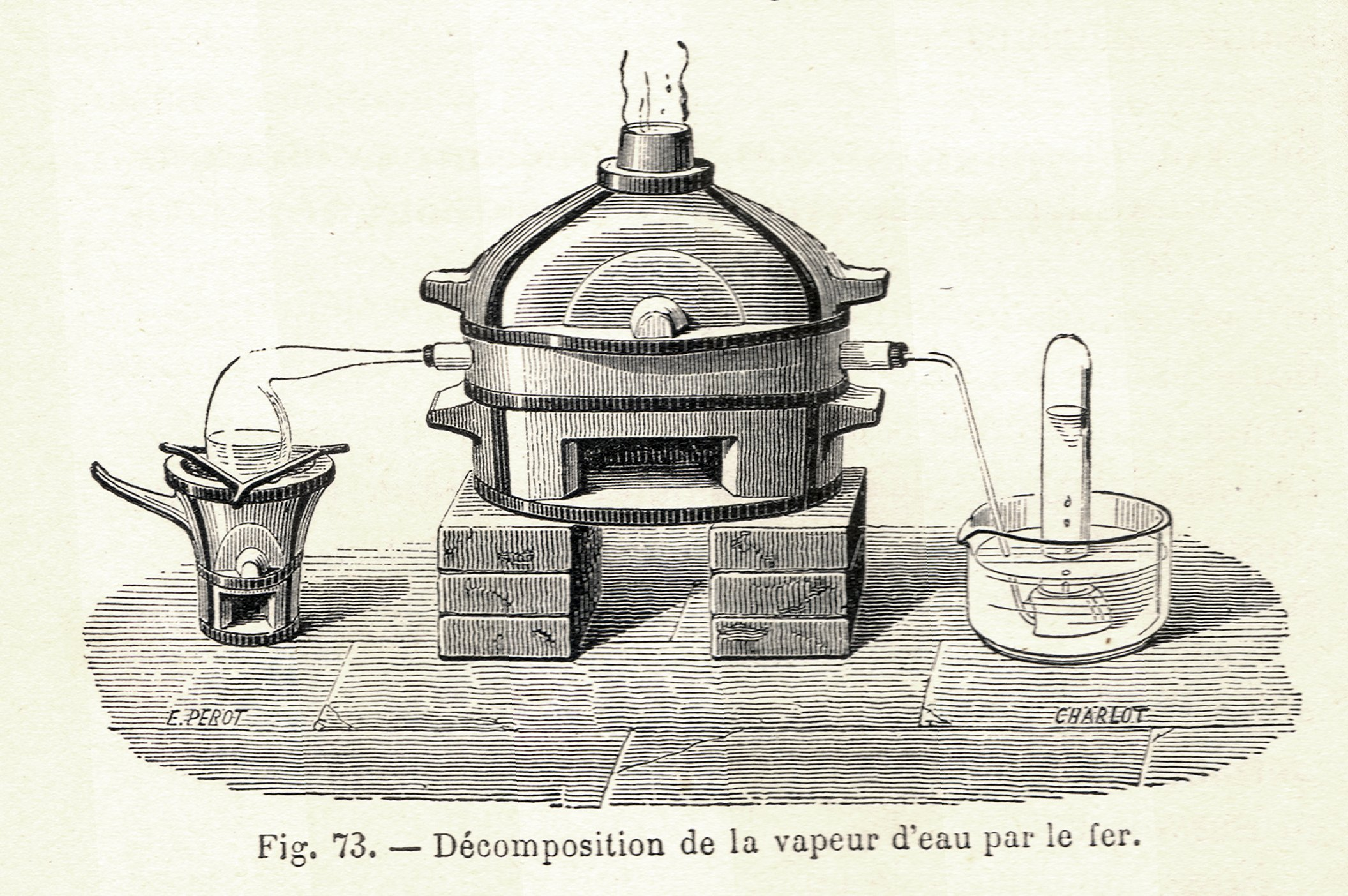
«...Pour faire cette expérience, plaçons des morceaux de charbons rouges dans un tube de grès. Chauffons ce tube sur toute sa surface extérieure au moyen de morceaux de charbon rouges disposés dans un fourneau en terre muni d'un dôme (fourneau à réverbère). » (Leçons élémentaires de chimie de l'enseignement secondaire des jeunes filles page 46).

## Utilisation en métallurgie
Le four à réverbère peut être utilisé pour plusieurs types d'opération comme le grillage (chauffage de matière solide comme les minerais), le réchauffage ou la fusion.

### Sidérurgie
En sidérurgie, le four à réverbère a été utilisé pendant tout le XIXe siècle dans le procédé de puddlage, qui transforme la fonte en fer en travaillant sur un métal chauffé jusqu'à devenir pâteux. Le procédé est abandonné au début du XXe siècle, lorsque les convertisseurs permettent à la fois l'élaboration de l'acier en fusion.
Au début du XXe siècle, le procédé Martin-Siemens apparait. Il permet d'affiner la fonte en fusion, permettant l'élaboration d'acier de bonne qualité. En 1950, plus de la moitié de l'acier mondial est élaboré par ce procédé, qui disparait dans les années 1980 lors de la généralisation du convertisseur à l'oxygène.

### Métallurgie des métaux non ferreux
Le four à réverbère sert au grillage comme à la fusion du minerai. Dans ce dernier rôle, il concurrence le haut fourneau. En effet, il permet la fusion de minerai très fins, comme ceux issus des usines d'enrichissement de minerai, sans qu'ils soient entraînés par les gaz. Depuis la fin du XXe siècle, à cause de contraintes écologiques, le four à réverbère disparait progressivement, remplacé par d'autres procédés comme la fusion flash.

#### Grillage
Le four à réverbère est particulièrement adapté au grillage de matières pulvérulentes, qui se feraient entraîner par le courant de gaz si elles étaient traités dans un four à cuve, et aussi parce que leur perméabilité est insuffisante. Mais si la méthode a dominé à la fin du XIXe siècle, elle était déjà démodée au début du XXe siècle. En effet, le contact entre l'atmosphère chaude et oxydante étant relativement faible, le grillage y est lent et incomplet, même si la charge est régulièrement retournée.
Le grillage au four à réverbère consiste à étendre sur la sole du four une couche de 8  à   10 cm d'épaisseur et la brasser (à la main au XIXe siècle, puis automatiquement au début du XXe siècle, comme dans le four Edwards). Comme seule la couche supérieure est soumise au grillage oxydant, un pelletage à main ou un râblage mécanique est nécessaire, mais cela reste souvent insuffisant pour réaliser un grillage rapide et complet. De plus, les gaz qui résultent du grillage (gaz sulfureux, oxydes de zinc, etc.) ne sont pas chassés vigoureusement du lit de matière et ont tendance à rester dans les espaces entre les grains (par adsorption), ce qui pénalise la progression de l'oxydation. Pour autant, ce phénomène est beaucoup moins pénalisant dans les fours à réverbère que dans les autres procédés (four à cuve, grillage en stalle ou en tas, etc.) puisque les gaz quittent plus rapidement la charge. Par sa flexibilité, le four à réverbère, qui permet un réglage de la température indépendant du degré d'oxydation, est un outil apprécié pour la désulfuration des minerais.
Les fours à réverbère restent handicapés par leur mauvais rendement thermique. Pour l'améliorer et faciliter l'accès à la charge, la sole des fours de grillage est longue et étroite. Au XIXe siècle, celle-ci mesure au moins 10 mètres de long pour au plus 2 mètres de large. On y distingue deux zones : celle de chauffe, à proximité du pont de feu (ou autel), et celle du laboratoire, où la matière se réchauffe lentement, qui est 15 à 20 fois plus étendue. Les matières sont poussées le long de la sole, de la cheminée vers le foyer. Pour faciliter leur mouvement, la sole est donc parfois inclinée, ou est conçue pour un écoulement en cascade (four à tablettes). Pour avoir un grillage oxydant, on augmente les arrivées d'air. L'air froid, plus dense, circule sous les fumées, au contact de la charge qu'il oxyde. Mais si on compte traiter les fumées (par exemple pour en récupérer le soufre), l'excès d'air doit être limité. Dans ce cas, le retournement fréquent du produit étalé sur la sole doit se faire de manière mécanisée, sinon l'accès à la charge entraîne des entrées d'air récurrentes. Beaucoup de systèmes ont été proposés, des four à tablettes inclinées dans lequel la charge tombe en cascade (fours de Hasenclever (de)) aux fours dotés de systèmes de râblage mécaniques.
À l'instar de la plupart des procédés de grillage, le frittage doit être évité afin de permettre une manutention facile des matières. Mais pour le grillage des minerais de plomb, il est fréquent que le frittage, voire la fusion, soient réalisés dans le même four,

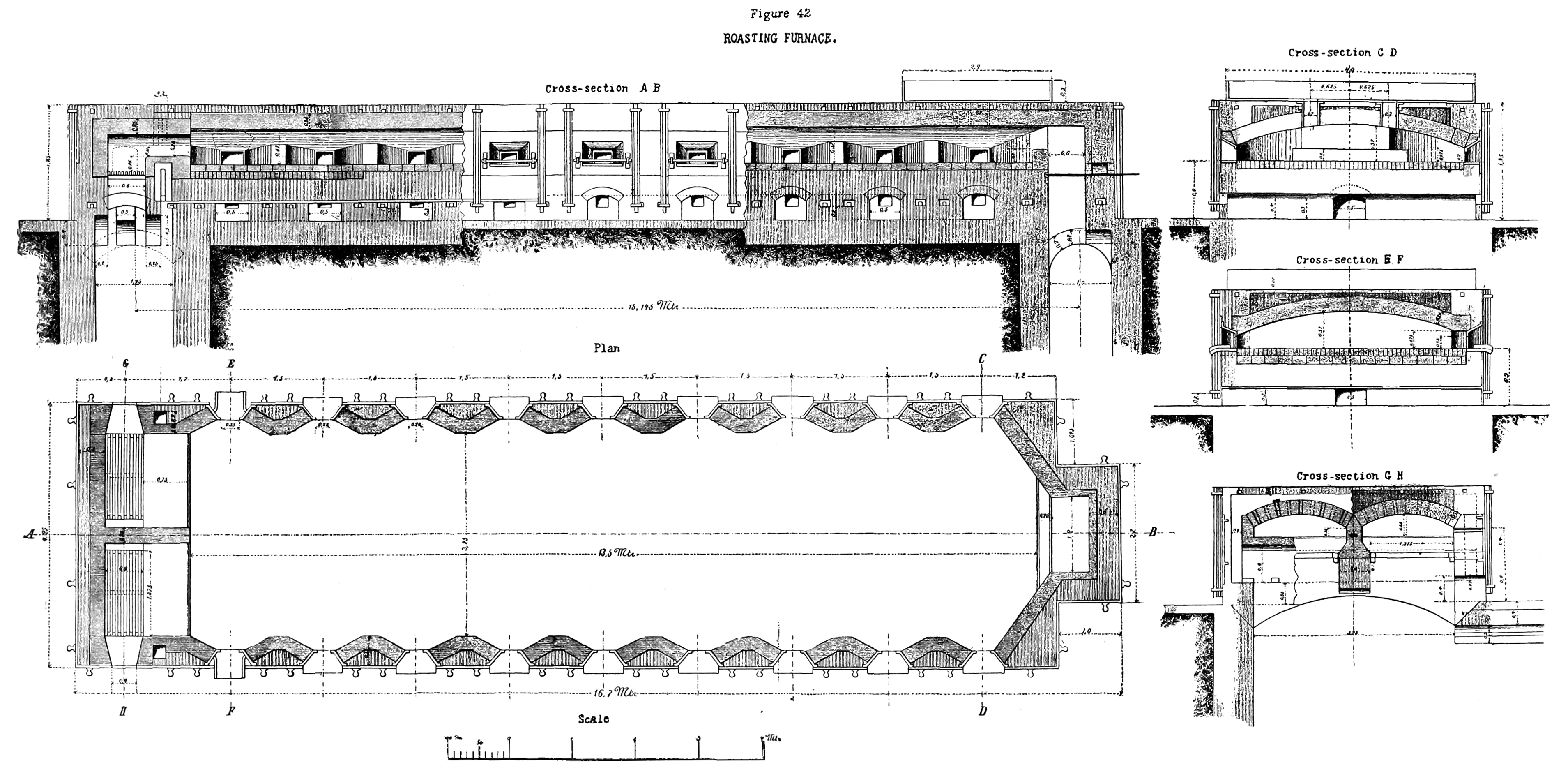
Four à réverbère utilisé en 1883 pour le grillage de minerai de plomb. Il est alors qualifié de conception moderne.
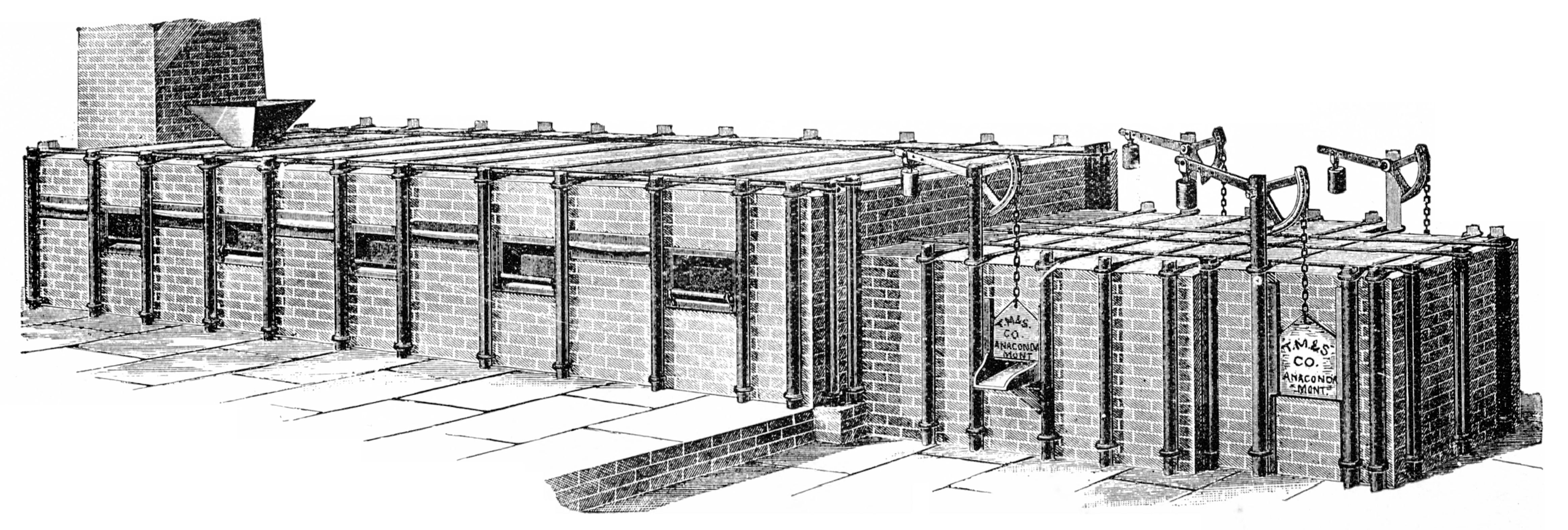
Four à réverbère utilisé pour le grillage du minerai d'argent, commercialisé en 1897 par l'Anaconda Mining Company.
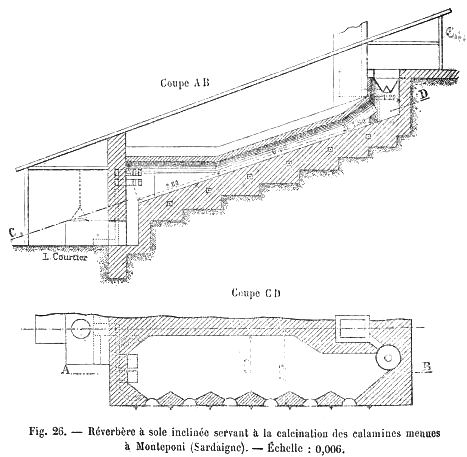
Four à réverbère à sole inclinée de 18° (four Ferraris), utilisé pour la calcination des calamines menues au début du XXe siècle.
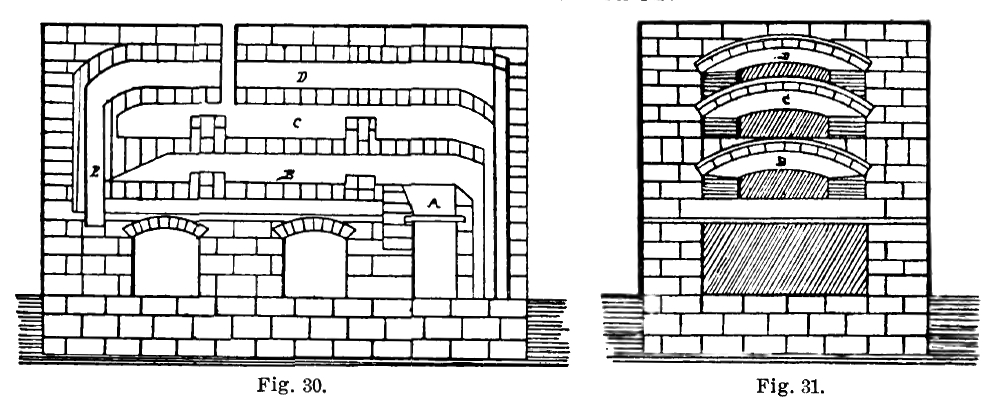
Four à réverbère à soles multiples (four à tablettes), utilisé à la fin du XIXe siècle pour le grillage de minerai de plomb sulfureux. La charge passe successivement de la sole supérieure à la sole inférieure, circulant dans le sens inverse des fumées.
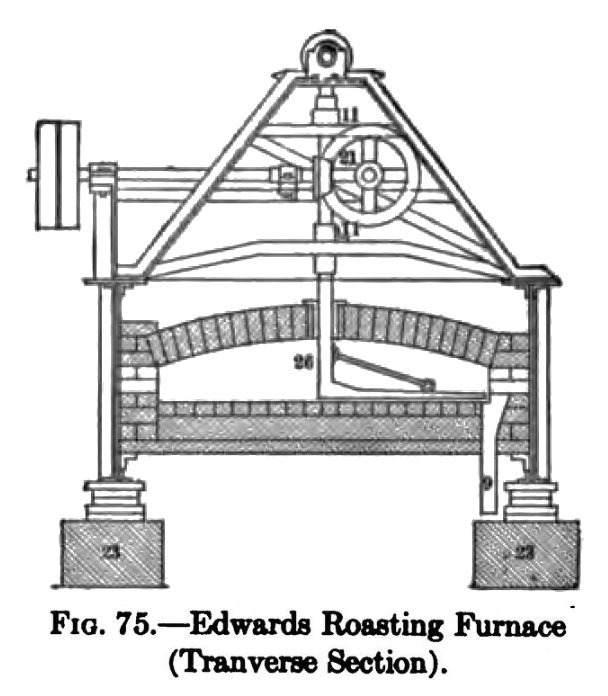
Vue en coupe du système de râbles tournantes du four Edwards, tel qu'utilisé en 1921.

#### Fusion du minerai de cuivre ou de nickel en matte

Évolution des procédés utilisés dans la métallurgie extractive du cuivre, par rapport au nombre de fonderies les utilisant dans le monde.

Au début du XXIe siècle, la fusion flash assure plus de 60 % de la production de cuivre. Elle s'impose face au four à réverbère, d'abord à cause de considérations écologiques, puis à cause des économies d'énergie qu'elle permet. Pendant le choc pétrolier de 1973, elle le supplante définitivement.
Comme le four à réverbère brûle essentiellement des hydrocarbures, il réalise une fusion dans un milieu pauvre en oxygène libre. La matte est peu oxydée, et contient donc peu de cuivre, entre 40 et 50 %. Le rendement est faible car le bain étant peu agité, les échanges de chaleur sont moins efficaces. Par contre la séparation entre le métal et le laitier est bonne : le laitier, qui contient moins de 0,6 % de cuivre, n'est pas retraité. Enfin, les fumées issues de la combustion des hydrocarbures sont abondantes et contiennent moins de 1 % de SO2 : cette concentration est trop faible pour assurer une désulfuration économique, et trop importante pour être relâchée dans l'atmosphère.
Au début du XXIe siècle, le four à réverbère ne survit que dans quelques usines. Ainsi, sur les 30 fours à réverbère opérant en 1984, seuls 10 fonctionnent encore en 2002. On l'emploie pour la fusion de minerais de cuivre, contenant éventuellement du zinc, en matte. Un tel four mesure environ 40 m de long, et est construit essentiellement avec des réfractaires acides (à base de silice). Il est doté d'une chaudière de récupération de chaleur, capable de récupérer 35 à 50 % de la chaleur des fumées, qui s'échappent du four à 1 200 °C. Le mauvais rendement thermique du four à réverbère est compensé par le fait qu'il se contente de pratiquement n'importe quel combustible. Mais « un désavantage majeur rend l’emploi de tels fours impossible dans bon nombre de régions habitées : il s’agit de l’énorme volume de fumées produites à la fois par la combustion et par l’oxydation des sulfures. Le dépoussiérage des fumées est coûteux et souvent incomplet, en raison de leur volume. Elles contiennent du gaz SO2 polluant, mais en concentration trop faible pour fabriquer de l’acide sulfurique ». Ainsi, la cheminée des fours à réverbère de l'Hudson Bay Mining and Smelting Co (en), à Flin Flon, mesure 250 m de haut.
Une configuration type d'un four à réverbère de la fin du XXe siècle est celle de ceux utilisés à la fonderie d'Onahama (Japon) : 2 fours de 9,73 x 33,55 x 3,69 m et 11,1 x 33,27 x 4,0 m, produisant 1 000 tonnes par jour de matte à 43 % de cuivre, et autant de laitier, à 0,6 % de cuivre. Ces fours sont alimentés par du minerai concentré de cuivre et du laitier de convertisseur Peirce-Smith en quantité équivalente. Le gaz est désulfuré dans une unité produisant du gypse.

## Évolutions actuelles et à venir
Le four flash qui assure, au début du XXIe siècle, 50 % de la production mondiale de cuivre, et 30 % de la production de nickel, est une évolution directe du four à réverbère.